# 259 Aletheia
259 Aletheia eller 1947 LD är en asteroid i huvudbältet som upptäcktes den 28 juni 1886 av den tysk-amerikanske astronomen Christian H. F. Peters. Den fick senare namn efter Aletheia, som i den grekiska mytologin är dotter till Zeus.
Aletheias senaste periheliepassage skedde den 6 december 2019.